# Sjoukje Haasjes-van den Berg
Sjoukje Haasjes-van den Berg (7 februari 1950) is een Nederlands burgemeester.
Voor ze aan haar burgemeesterscarrière begon, was zij voor de VVD wethouder in Eibergen. In september 1999 werd zij burgemeester van de gemeente Hummelo en Keppel. Deze gemeente is op 1 januari 2005 opgegaan in de nieuwe gemeente Bronckhorst. Vanaf 1 september 2005 was zij burgemeester van de Noord-Brabantse gemeente Lith. Die gemeente ging per 1 januari 2011 op in de gemeente Oss. Van 1 oktober 2010 tot mei 2013 was zij  waarnemend burgemeester van de gemeente Grave. Na Grave was ze van oktober 2014 tot februari 2016 de waarnemend burgemeester van de gemeente Werkendam.